# Better Luck Tomorrow
Better Luck Tomorrow è un film statunitense del 2002 diretto da Justin Lin.

## Trama
Orange County, California. A Los Angeles regna la pace, il sole picchia, i bambini giocano e corrono dietro a un camioncino dei gelati.
Nel frattempo Ben Manibag, un ragazzo stereotipato e il suo amico Virgil Hu sono distesi al sole a discutere riguardo alla loro ammissione al college "Sunny Hills High School", ma quando sentono un cellulare squillare, cominciano a scavare nella terra e presto scoprono una mano umana.
Ben e Virgil sono i tipici di ragazzi americani di etnia asiatica, molto intelligenti ed il cui unico obiettivo è quello di farsi accettare nelle prestigiose università Ivy League. Infatti, Ben impara una nuova parola del vocabolario SAT ogni notte attraverso memorizzazione meccanica e recitazione. Queste parole agiscono come i divisori tra i vari capitoli della vita di Ben. In realtà, Ben rivela che usa il suo perfezionismo al fine di agire in altri modi, come ad esempio tappezzare le case di carta igienica con Virgil e altri reati minori. Parte di queste attività comprende l'acquisto e la restituzione di parti per computer con Virgil e suo cugino Han Lue per guadagnare soldi facili.
Ben è coinvolto in molti dei club scolastici, i quali vengono utilizzati per ottenere punteggio per il college. Egli è membro della squadra di basket, anche se ben presto scopre che lui è solo un giocatore di minoranza, utile per l'immagine della squadra ma che non gioca mai in realtà. Allo stesso tempo, Ben prende una cotta per il suo nuovo partner di laboratorio, Stephanie Vandergosh, una ragazza di origine asiatica che è stata adottato da una famiglia bianca.
Dopo l'incontro con Daric Loo, l'anziano valedictorian e il presidente di quasi tutti i club studenti, Ben entra nel giro dei compiti in classe truccati. Ben paga Jesus, un altro studente, per irrompere in ufficio facoltà e rubare i test, poi li realizza in anticipo e procede a vendere le risposte agli altri studenti. Ben porta anche Virgil ed Han nel gruppo, e i quattro di loro fanno una piccola fortuna. Nel frattempo, Ben si è innamorato di Stephanie. Egli scopre che il suo fidanzato, Steve Choe, che è ricco e arrogante, non sembra apprezzarla. Steve scopre la cotta di Ben e si offre di fargli accompagnare la sua ragazza al ballo della scuola. Ben presto scopre che la sua vita è diventata sempre più fuori controllo.
Come membro del team di Decathlon Accademico con Daric, Virgil e Han, lo studio a casa di Daric si trasforma in feste piene di alcol. Più tardi, il gruppo, ormai ubriaco, arriva a una festa, dove vengono avvicinati da un giocatore di calcio che li prende in giro per la loro immagine perfetta ed asiatica. Segue una rissa che termina con Daric che tira fuori una pistola, per fermare la lotta. A scuola il giorno dopo, la notizia della rissa si diffonde ed i quattro ragazzi guadagnano notorietà.
Teorie dilagano, compreso un possibile collegamento con la mafia cinese. Essi gradualmente si espandono in più e più pericolose truffe, come ad esempio il furto di parti di computer della scuola e, infine, la droga. Diventano utenti stessi, e Ben comincia a sviluppare l'abitudine di cocaina pesante. Danno anche feste sfrenate a casa di Daric, che si traducono nel trasformarsi della loro vita in una maniera selvaggiamente fuori controllo.
Ben accompagna Steve ad un campo di battuta di baseball dopo lo spaccio di droga. Steve confessa a Ben che lui sa che dovrebbe essere felice con quello che ha, ma non lo è in quanto si sente soffocato dalle aspettative che gli altri hanno di lui. Il giorno del suo compleanno, Ben si sveglia con sangue dal naso a causa del suo uso di cocaina. Questo è sufficiente per spaventarlo e cambiare la sua vita. Egli incontra il resto del gruppo e dice loro che vuole smettere. Daric è stranamente d'accordo con lui, esprimendo che la loro vita illegale è diventata un lavoro a tempo pieno. Daric presenta una pistola da parte di loro tre a Ben, augurandogli un felice compleanno.
Virgil continua l'operazione dei compiti in classe per conto suo, ma, senza l'influenza di Daric o Ben, viene presto scoperto grazie alla sua incuria ed al suo vantarsi. Han è costretto a prendersi la colpa e viene sospeso, ma non prima di picchiare Virgil. Ben comincia a ricostruire la sua vita, studiando di nuovo duro e impegnandosi in attività di volontariato una volta di più. Comincia anche a passare più tempo con Stephanie, che rivela un lato selvaggio quando gli regala un CD precedentemente rubato.
Ben raccoglie il coraggio di chiedere a Stephanie di andare al ballo, e lei è d'accordo. I quattro si congedano a Las Vegas per una notte per i campionati di Decathlon Accademico. Daric ingaggia una prostituta e il gruppo procede a fare sesso con lei, con Ben per primo. Durante il suo turno, Virgil punta una pistola alla prostituta e lei se ne va. Han lo rimprovera, ma Virgil punta la pistola su di lui, facendo allontanare via Han nervoso. Nonostante le turbolenze, la squadra vince la competizione.
Ben e Stephanie vanno al ballo insieme e continuano a conoscersi l'un l'altro. Durante la serata, i due condividono un ballo. La situazione degenera ed è chiara a Ben quando vede Steve fuori dal ballo, in attesa di portare Stephanie a casa. Steve incontra Ben al campo da basket e gli dice che ha informazioni su un possibile colpo. Anche se Ben è riluttante a ritornare nuovamente alle sue attività precedenti, raduna il gruppo ancora una volta e incontra Steve a casa sua. Il gruppo è sconvolto quando vengono informati che Steve vuole derubare casa dei suoi genitori. Egli ritiene che i suoi genitori abbiano bisogno di un campanello d'allarme per darsi una svegliata. Ben e Han sono contro il piano, ma Daric li convince a partecipare, dicendo che questa sarebbe l'occasione perfetta per dare a Steve stesso una svegliata. Essi convengono al piano e si riuniscono con Steve per convincerlo di averlo imparato alla perfezione. Decidono inoltre di acquistare a Steve una pistola.
La vigilia di Capodanno, i quattro incontrano Steve a casa di Jesus. Con Ben che funge da palo, Han, Daric e Virgil iniziano attaccando Steve. Le luci si spengono e la pistola di Virgil scivola via da lui. Steve si lancia per l'arma e la lotta per la pistola finisce con l'esplosione di un colpo. Ben sente lo sparo e si precipita in garage. Con una mazza da baseball colpisce Steve quasi a morte, fermandosi solo quando Han grida contro di lui. I quattro sono storditi a ciò che hanno appena fatto e Daric si mette d'accordo con Jesus per permettere loro di seppellire il corpo nel suo giardino per 300 dollari. Steve inizia a contorcersi, ancora vivo. Daric assorbe uno straccio nella benzina e, con Virgil in lacrime che lo teneva, soffoca Steve con esso.
In seguito, i quattro vanno alla festa di Capodanno, dove si separano. Ben e Stephanie si baciano a mezzanotte, e Stephanie risponde ad un Ben apologetico che va tutto bene. La linea del tempo ritorna agli eventi all'inizio del film, in cui Ben e Virgil sentono il telefono cellulare e cominciano a scavare nel fango, trovando una mano umana ed il cellulare che squilla. È il telefono di Steve, il che dimostra che la chiamata persa era da Stephanie.
Ben è dibattuto se avvertire o no la polizia dell'omicidio di Steve. La conoscenza del suo ruolo nell'omicidio è troppo per Virgil, che tenta il suicidio dopo aver chiamato Han con la scusa di guardare un po' di pornografia. Sopravvive alla ferita da arma da fuoco, ma è molto probabile che soffrirà danni cerebrali. Daric arriva poco dopo Ben, fa un'osservazione impertinente che fa arrabbiare Han e Ben lo scorta fuori dalla stanza. Daric esprime preoccupazione circa la possibilità che Han o Virgil possano rivelare il loro segreto. Ben si risolve semplicemente di non fare nulla e lascia Daric da solo.
Con il gruppo separato in modo permanente, Ben è solo a scuola. Va al campo da basket, ma non è in grado di tentare nemmeno un tiro. Sulla strada di casa, Stephanie passa con la sua nuova macchina e lo prende. Gli chiede se ha visto Steve ultimamente, ed esprime una certa preoccupazione che il suo ragazzo non ha più chiamato. Si baciano, implicando che lei e Ben continueranno il loro rapporto. Mentre i due si allontanano in macchina, la voce di Ben dice al pubblico che non ha idea di ciò che sta per accadere o di ciò che faranno gli altri ragazzi, ma tutto quello che sa è che non si può tornare indietro.

## Connessione al franchiseFast & Furious
Il regista Justin Lin in seguito ha diretto diversi film della Fast Saga, con Sung Kang che riprende il ruolo di Han Lue, un ragazzo coreano-americano. Better Luck Tomorrow è stato successivamente riconosciuto come le origini di Han, e collegandolo al film The Fast and the Furious: Tokyo Drift.